# مديرية التحرير (صنعاء)

تعديل مصدري - تعديل

مديرية التحرير إحدى مديريات محافظة أمانة العاصمة اليمنية وتأتي في المرتبة الثانية من حيث الكثافة السكانية. بلغ عدد سكانها 66898 نسمة عام 2004. تقع في وسط صنعاء.

## الأحياء
| حي           | عدد المساكن | عدد الأسر | الذكور | الأناث | الإجمالي |
| حي التحرير   | 6972        | 6784      | 23345  | 17444  | 40789    |
| حي بير العزب | 1880        | 1821      | 5909   | 4597   | 10506    |
| حي القاع     | 2186        | 2157      | 7081   | 5544   | 12625    |
| الإجمالي     | 11038       | 10762     | 36335  | 27585  | 63920    |